# Ewald Wlotzka
Ewald Wlotzka (ur. 14 października 1909, zm. 12 listopada 1948 w Landsberg am Lech) – zbrodniarz hitlerowski, członek załogi obozu koncentracyjnego Mauthausen-Gusen i SS-Unterscharführer.
Członek SS od 1931 (nr identyfikacyjny: 40471) i NSDAP od 1932. W 1940 rozpoczął służbę w Mauthausen. Początkowo Wlotzka, do 1942, był członkiem kompanii wartowniczej. Następnie w 1942 został przeniesiony do obozowej administracji i mianowano go asystentem szefa magazynu żywnościowego. W 1943 sam został szefem tego magazynu i funkcję tę pełnił do momentu wyzwolenia Mauthausen przez wojska amerykańskie. Do głównych jego obowiązków należało rozdzielanie pożywienia wśród więźniów. Wlotzka miał na sumieniu wiele zbrodni popełnionych w obozie. Brał udział w egzekucjach i maltretował więźniów.
Ewald Wlotzka został osądzony w dwunastym procesie załogi Mauthausen-Gusen przed amerykańskim Trybunałem Wojskowym w Dachau. Skazano go na karę śmierci przez powieszenie. Wyrok wykonano 12 listopada 1948 w więzieniu Landsberg.